# Naundörfchen (Nünchritz)
Naundörfchen ist ein Ortsteil der Gemeinde Nünchritz im Landkreis Meißen in Sachsen.

## Geographie
Der Ort liegt am südlichen Talrand des zur Elbe hin entwässernden Leckwitzbaches, der auch Grenzgraben genannt wird. Naundörfchen liegt auf pleistozänen Kiesen, die an dieser Stelle von einer 0,3 bis 1,5 Meter mächtigen Sanddecke bedeckt sind. Nordwestlich liegt der Ochsenberg, der auf Gneis aufbaut und sich kaum über seine Umgebung erhebt. 1900 wird Naundörfchen als Gutsweiler mit Gutsblockflur beschrieben.
Umliegende Orte sind im Nordwesten Zschaiten, im Nordosten Weißig, im Südosten Goltzscha, im Südwesten Merschwitz  und im Westen Leckwitz. Nördlich des Ortes verläuft die Bahntrasse der Strecke Leipzig–Riesa–Dresden.

## Geschichte
| Jahr       | Einwohner |
| ---------- | --------- |
| 1834       | 43        |
| 1871       | 73        |
| 1890       | 80        |
| 1910       | 95        |
| 1925       | 114       |
| 1933       | 117       |
| 1939       | 102       |
| 1946       | 136       |
| → Leckwitz |           |

Der Ort wurde 1344 unter dem Namen Nuwindorf erstmals urkundlich erwähnt, der Ortsname verweist auf eine späte Gründung. Der Ortsname war mehrmals Änderungen unterzogen, so wurde Naundörfchen im Jahr 1344 Nuwindorf genannt, 1445 Nuwendorf und 1448 Nuendorf bzw. Naudorffleinn im Jahr 1529. Eine andere Namensvariante entstammt dem Jahr 1696, für das Naundörffel als Ortsname überliefert ist.  Die Gegend war schon in der Bronzezeit bewohnt. Etwa 500 Meter südlich der Ortslage lag ein Gräberfeld der mittleren bis jüngeren Bronzezeit. In den Urnen wurden Tonperlen sowie bronzene Messer, Nadeln und Ringe gefunden.
Um 1445 zinste Naundörfchen an Schloss Skassa.
Im Jahr 1448 wurde der Ort an einen Simon Marschall verkauft.
1474 besaß Naundörfchen 12,5 Hufen und wurde von drei Bauern bewirtschaftet.
Von 1485 bis zum Jahr 1706 besitzen es die von Schleinitz auf Skassa. Diese werden 1485 dem albertinischen Teil der Wettiner zugeordnet.
1520 gehörte das „naw offgerichte Forwerk, gerichte ober hals und hand“ zu Skassas neuen Teils des Joachim von Schleinitz.
1540 war Naundörfchen nach Merschwitz gepfarrt, wo sich auch die Schule befand.
1661 leben noch 3 Mann im Ort.
Naundörfchen gehörte 1668 zu Skassas neuen Teils und wird um 6 Hufen Bauernfeld vergrößert. Dazu kam ein Weinberg und das halbe Burgholz, ein nahes Wäldchen.
1824 war Naundörfchen ein mit dem altschriftsässigen Rittergut Skassa verbundenes Rittergut mit Dorf. Es bestand damals aus einem Herrenhaus mit einem Wirtschaftsgebäude, zwei Stallgebäuden mit einer Scheune, einer Schäferwohnung und einem Schafstall. Im Ort lebten vier Gärtner und zwei Häusler, die eigenes Land besitzen. Naundörfchen gehört zum Amt Hain.
Nach 1840 starb Johann Gotthelf Hempel, der Besitzer von Skassa. Seine Witwe zieht mit den Kindern nach Naundörfchen. Rittergut Skassa wurde versteigert und Naundörfchen selbständiges Rittergut.
1896 kaufte der sächsische Staat das Rittergut von Alban Haberland, der es seit 1884 besaß. Auf dem Gut wird ein Vorwerk des Remontedepots Skassa eingerichtet. Über zwei Jahrzehnte werden drei- und vierjährige Pferde, die Remonten, aufgezogen und auf den Militärdienst vorbereitet. Die Verkleinerung des deutschen Heeres nach dem Versailler Vertrag zog die Auflösung der meisten Remontedepots in Sachsen nach sich.
1898 bestand die Einwohnerschaft in Naundörfchen mit Remontestation überwiegend aus Gespannknechten. Ein Inspektor und ein Aufseher ergänzten die Einwohner. Es gab einen Tiefbauunternehmer, der gleichzeitig Materialwarenhändler war und in den Folgejahren auch einen Gasthof betrieb. Einige Wirtschaftsbesitzer fanden am Rande der Flächen der Remontestation noch ihr Auskommen.
im Jahr 1901 lebten im Ort vier Gutsbesitzer und zehn Rittergutsarbeiter mit ihren Familien.
1924 lebten im Rittergut Landarbeiter, Kuhmeister, Tagelöhner und Fabrikarbeiter des unweit gelegenen Chemiewerkes v. Heyden. Im Dorf selbst hatte sich ein Schankwirt etabliert, aus einem der Remontewärter war ein Schweinemeister geworden und die Fabrik- und Eisenbahnarbeiter brachten neue Sichtweisen aus dem weiteren Umfeld mit. Im Jahr 1925 waren fast alle Einwohner von Naundörfchen evangelisch-lutherisch, nur ein Einwohner war katholisch.
Im Jahr 1945 wird das Staatsgut im Zuge der Bodenreform enteignet und aufgeteilt. Es entstanden 16 Neubauernstellen, 10 für ehemalige Landarbeiter, 6 für Umsiedler. Daneben verbleiben noch 4 selbstständige Bauernwirtschaften. Die über hundert Meter lange Scheune des Gutes wurde teilweise abgerissen und das Material zum Bau der Neubauernstellen verwendet. Im Herrenhaus werden Wohnungen eingerichtet. An den Wegen nach Skassa und Goltzscha wurden neue Häuser gebaut. Später schlossen sich die Naundorfer Bauern der Weißiger LPG an.
Sachsen kam nach dem Zweiten Weltkrieg in die Sowjetische Besatzungszone und später zur DDR. Die historisch gewachsene Zugehörigkeit zu Großenhain blieb nach der Gebietsreform 1952 nicht erhalten. Sie ordnete Naundörfchen dem Kreis Riesa im Bezirk Dresden zu.
Am 1. Juli 1950 wurde Naundörfchen nach Leckwitz eingemeindet, welches 1974 wiederum nach Merschwitz eingemeindet wurde. 1994 wurde Naundörfchen mit den Gemeinden Merschwitz, Diesbar-Seußlitz und ihren Ortsteilen zur neuen Gemeinde Diesbar-Seußlitz vereinigt, die 2003 in die Gemeinde Nünchritz eingemeindet wurde.
Nach der Deutschen Wiedervereinigung kam Neuseußlitz zum wiedergegründeten Freistaat Sachsen. Die folgenden Gebietsreformen in Sachsen ordneten Naundörfchen 1994 dem Landkreis Riesa-Großenhain und 2008 dem Landkreis Meißen zu.
1995 feierte Naundörfchen sein 550. Jubiläum der urkundlichen Ersterwähnung. Später wird eine früher datierte Urkunde entdeckt, so dass auf eine 700-Jahr-Feier bereits im Jahr 2044 gehofft werden kann.
Im Jahr 2000 lebten in Naundörfchen 68 Personen, davon 8 Kinder. Das einstige Landwirtschaftsdorf hat sich gründlich gewandelt. Keiner der Einwohner führt mehr ein bäuerliches Unternehmen oder geht einem landwirtschaftlichen Beruf nach. Das frühere Herrenhaus wurde saniert, aber die restlichen Gutsgebäude sind stark sanierungsbedürftig. Das Ortsbild prägen gepflegte Grundstücke mit liebevoll und fachmännisch gepflegten Bauerngärten und ein  Storchennest am Ortseingang.

## Infrastruktur
Von Naundörfchen aus besteht eine Busanbindung an die Strecke zwischen Meißen und Nünchritz über eine Regionalbuslinie des Verkehrsverbundes Oberelbe. Nächster Haltepunkt des Personenverkehrs an der Bahnstrecke Leipzig–Dresden ist Nünchritz.